# 金鍾植
金 鍾植（キム・ジョンシク、朝鮮語: 김종식、1935年1月10日 - 2009年6月21日）は、大韓民国の実業家、政治家。第13代韓国国会議員。
本貫は順天金氏。字は竹潭、号は虎岩。元国会議員の金鍾哲と実業家の金鍾喜は兄、実業家の金升淵と金昊淵は甥。元国会議長李載灐の次女は元妻。

## 経歴
日本統治時代の忠清南道天安郡出身。龍山高等学校、ランバス大学卒。南カリフォルニア大学大学院、ソウル大学校行政大学院国家政策課程修了。南カリフォルニア総留学生会長、韓国火薬株式会社ロサンゼルス支社長、大韓公論社コリア・ヘラルドロサンゼルス支社長、南カリフォルニア地方韓人会総会長、米国社団法人韓国語放送社長、順天金氏中央宗親会会長を務めた。1988年の第13代総選挙では新民主共和党の候補として天原郡選挙区から当選した。
2009年6月、老衰により死去。享年74。